# Taraxacum gracillimum
Taraxacum gracillimum — вид квіткових рослин з родини айстрових (Asteraceae). Вид зростає в Європі: Швейцарія, Ліхтенштейн, Австрія, Польща, Франція, Італія, Хорватія; це багаторічна рослина помірних біомів.